# Václav Kaiser
Václav Kaiser (18. dubna 1915 – ?) byl český fotbalový útočník. Jeho tchánem byl Josef Kuchynka.

## Fotbalová kariéra
Hrál za SK Plzeň, Viktorii Žižkov, SK Židenice a SK Pardubice. V lize odehrál 142 utkání a dal 60 gólů.

## Ligová bilance
První ligové utkání: 1.6.1935 SK Plzeň-SK Kladno 2:4
První ligová branka: 1.6.1935 SK Plzeň-SK Kladno 2:4
Poslední ligová branka: 25.6.1944 SK Slezská Ostrava-SK Pardubice 3:2
Poslední ligové utkání: 30.3.1946 Viktoria Žižkov-SK Pardubice 2:2
| Ročník               | Zápasy | Góly | Klub               |
| -------------------- | ------ | ---- | ------------------ |
| Státní liga 1934/35  | 1      | 1    | SK Plzeň           |
| Státní liga 1935/36  | 18     | 7    | SK Plzeň           |
| Státní liga 1936/37  | 21     | 10   | SK Plzeň           |
| Státní liga 1937/38  | 16     | 5    | SK Plzeň           |
| Státní liga 1938/39  | 21     | 6    | SK Plzeň           |
| Národní liga 1939/40 | 5      | 2    | SK Plzeň           |
| Národní liga 1939/40 | 10     | 6    | FK Viktoria Žižkov |
| Národní liga 1940/41 | 11     | 3    | FK Viktoria Žižkov |
| Národní liga 1942/43 | 11     | 6    | SK Židenice        |
| Národní liga 1943/44 | 8      | 5    | SK Židenice        |
| Národní liga 1943/44 | 11     | 9    | SK Pardubice       |
| Státní liga 1945/46  | 9      | 0    | SK Pardubice       |
| CELKEM               | 142    | 60   |                    |